# Сан-Заккариа
Церковь Святого Захарии, Сан-Заккариа, Сан-Дзаккария (итал. San Zaccaria) — церковь женского католического монастыря в Венеции, в районе Кастелло, в непосредственной близости от собора Святого Марка. Выдающийся памятник архитектуры и хранилище ценнейших произведений искусства.

## История
Церковь была основана по инициативе дожа Джустиниано Партечипацио (Giustiniano Participazio) в IX веке для хранения мощей Святого Захария (отца Иоанна Крестителя), переданных в дар городу Венеции византийским императором Львом V, который также прислал деньги и мастеров. Храм возводили при бенедиктинском женском монастыре, который пользовался особыми привилегиями, после того как монахини в конце XII века пожертвовали часть принадлежавших им угодий для строительства собора Святого Марка. Считается, что первую шапку дожа сделали монахини этого монастыря. Дожи посещали церковь и монастырь. Существовал обычай, согласно которому ежегодно на праздник Пасхи дож возглавлял процессию от Сан-Марко до монастыря Сан-Заккариа, где настоятельница монастыря вручала ему новую церемониальную шапку «corno ducale», сшитую монахинями.

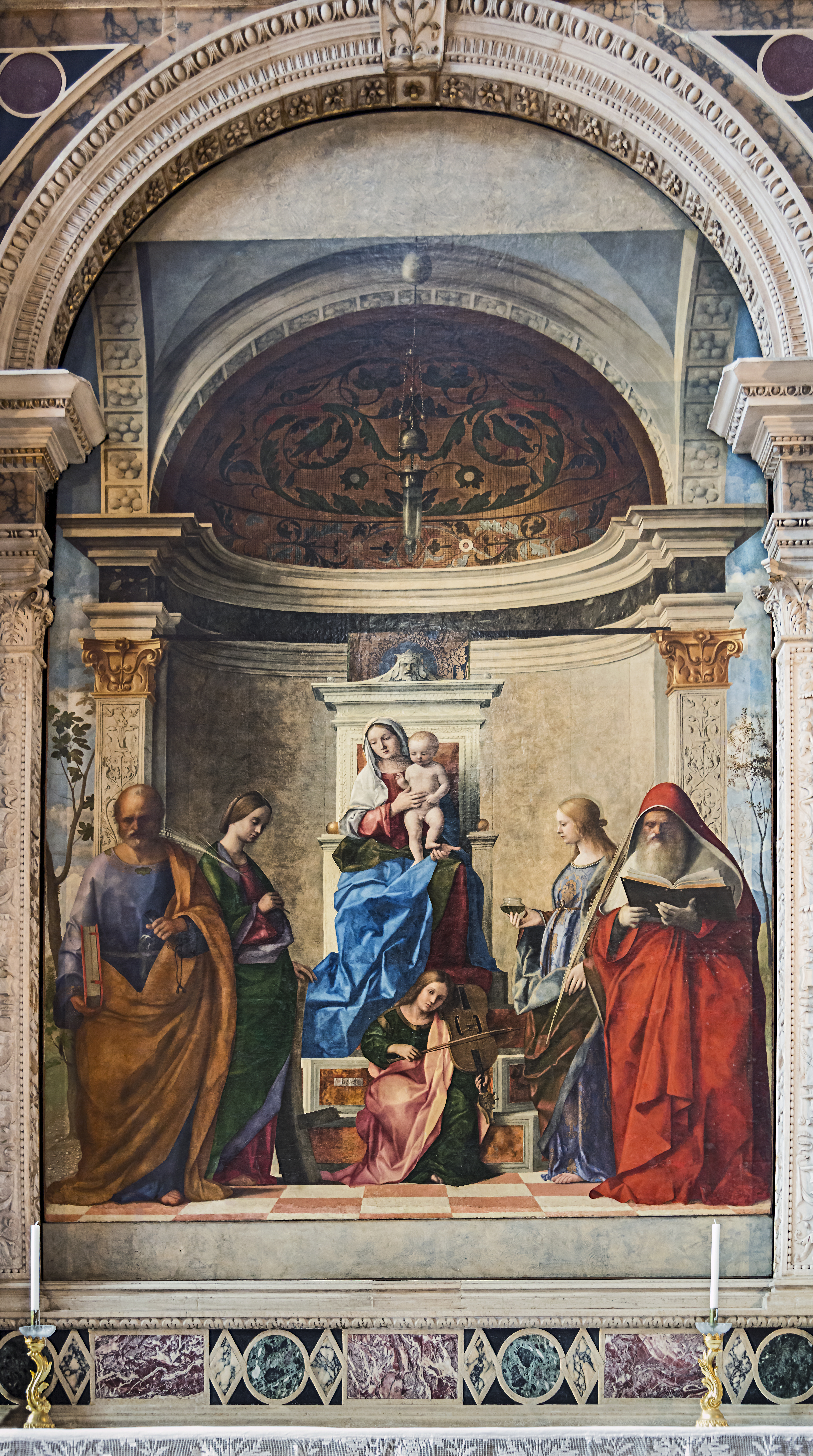
Дж. Беллини. Алтарь Сан-Заккариа (Святое Собеседование). Мадонна на троне со святыми Петром, Екатериной Александрийской, Луцией Сиракузской, Иеронимом Стридонским и ангелом. 1505. Холст, масло (перенесено с дерева)

Это была одна из самых красочных церемоний Венецианской республики. Вот как описал её граф Пётр Андреевич Толстой, путешествуя по Италии в 1697 году:

Князь венецкой ходил в монастырь святаго Захария, в котором живут инокини-римлянки и называются бенедиктиянки; шёл до того монастыря морем в золочёной барке, а гребцы ево убраны были изрядно в бархатных кафтанах. Перед ним везли шапку ево, которую они называют короною; та шапка обшита бархатом червчетым, и по ней много каменья: великих яхонтов, и изумрудов, и лалов. И как пришёл князь в тот монастырь и вшёл в костел, тогда начали веспер, то есть вечерню. В то время играли в том костеле на одних органах и пели спеваки князя венецкаго. И как по вечерни ис того костёла князь пошел, и, оборотясь к решетке, за которою железною золоченою решеткою стояла по обыкновению своему того монастыря началница и законницы с нею, показал им князь вышепомяненную свою шапку, которую кароною называют. То видя, началница и законницы все поклонились князю, и поднесла ему началница цветок изрядной, обделанной золотом и серебром волоченым; также и всем сенаторам, которые там за князем были, подносили те законницы на серебреных блюдах цветы. Так по вся годы князь венецкой повинен в день Святыя Пасхи приттить в тот помяненной монастырь к вечерне и показать тое помяненную свою шапку того монастыря началнице и законницам, для того что тое шапку сначала зделала в древних летех преждебывшим князем венецким того монастыря древлебывшая началница; и бывает та шапка всегда в сосудохранителнице у костёла святаго Марка 
В 855 году в монастыре укрывался, спасаясь от преследований своего соперника Анастасия, Папа Бенедикт III. В знак признательности Папа Бенедикт подарил монахиням коллекцию реликвий, которой прославился монастырь, среди которых были мощи Афанасия Александрийского (Великого) и частица Истинного Креста.

## Архитектура
Самая старая часть церкви — крипта X—XI веков (в то время апсида) сохранилась под ныне существующей капеллой Сан-Тарасио. После пожара 1105 года церковь была возведена заново в готическом стиле. В 1458—1481 годах строительством руководил Антонио Гамбелло (также: Antonio Gambello da San Zaccaria, Antonio di Marco). Здание церкви считается одной из первых построек эпохи Возрождения в Венеции. Фасад, облицованный светлым мрамором, со второго этажа и выше возведён в 1483—1491 годах по проекту Мауро Кодуччи (Кодусси). Оригинальность его архитектуры заключается в лучковом (полуциркульном) фронтоне, венчающим здание и в четвертных фронтонах по сторонам (играющих конструктивную роль контрфорсов свода главного нефа), что придаёт постройке ренессансную симметрию и, одновременно, типично венецианскую живописность. Полукруглые фронтоны рифмуются с арочными и круглыми окнами. Такой приём можно видеть и в других постройках Мауро Кодуччи в Венеции.
Интерьер церкви имеет три нефа (без трансепта) и деамбулаторий с венцом капелл. Пространство церкви светло и «прозрачно» благодаря огромным окнам апсидиол и круглым опорам, разделяющим нефы, так, что интерьер кажется зальным. От четырёх опор, восьмигранных в нижней части, расходятся веерные своды. В полузатопленной крипте церкви хранятся останки восьми дожей, правивших с 836 по 1172 годы. В главном алтаре возвышается архитектонический табернакль, предположительно работы Алессандро Витториа, захоронение которого находится также в этой церкви у левой стены.
Над вторым алтарем с левой стороны располагается главный шедевр церкви — алтарная картина Джованни Беллини «Мадонна с Младенцем и святыми», относящаяся к типу «Святое собеседование» (итал. Sacra Conversazione; 1505). На картине изображены: Дева Мария с Младенцем, музицирующий ангел, Святой Апостол Пётр, Святая Екатерина Александрийская, Святая Люсия и Святой Иероним. Наполеон был так заворожен этой картиной, что в 1797 году увез её с собой в Париж, вернулась в Венецию после падения Бонапарта в 1816 году.
Справа к главному нефу примыкает капелла Сант-Атаназио (Св. Афанасия). Ранее в алтаре капеллы находилась картина Тинторетто «Рождество Марии» (теперь она помещена отдельно, справа от входа в капеллу), а в капелле находится картина Якопо Пальмы Младшего. Из этой капеллы имеется вход в следующую: капеллу Сан-Таразио (Святого Тарасия), украшенную фресками флорентийца Андреа дель Кастаньо (1442) и полиптихом работы Антонио Виварини и его помощником Джованни Д`Алеманья (1443—1444). В боковом приделе — триптих Джованни Беллини «Мадонна со святыми Петром, Павлом, Андреем и Николаем Барийским» (1478).

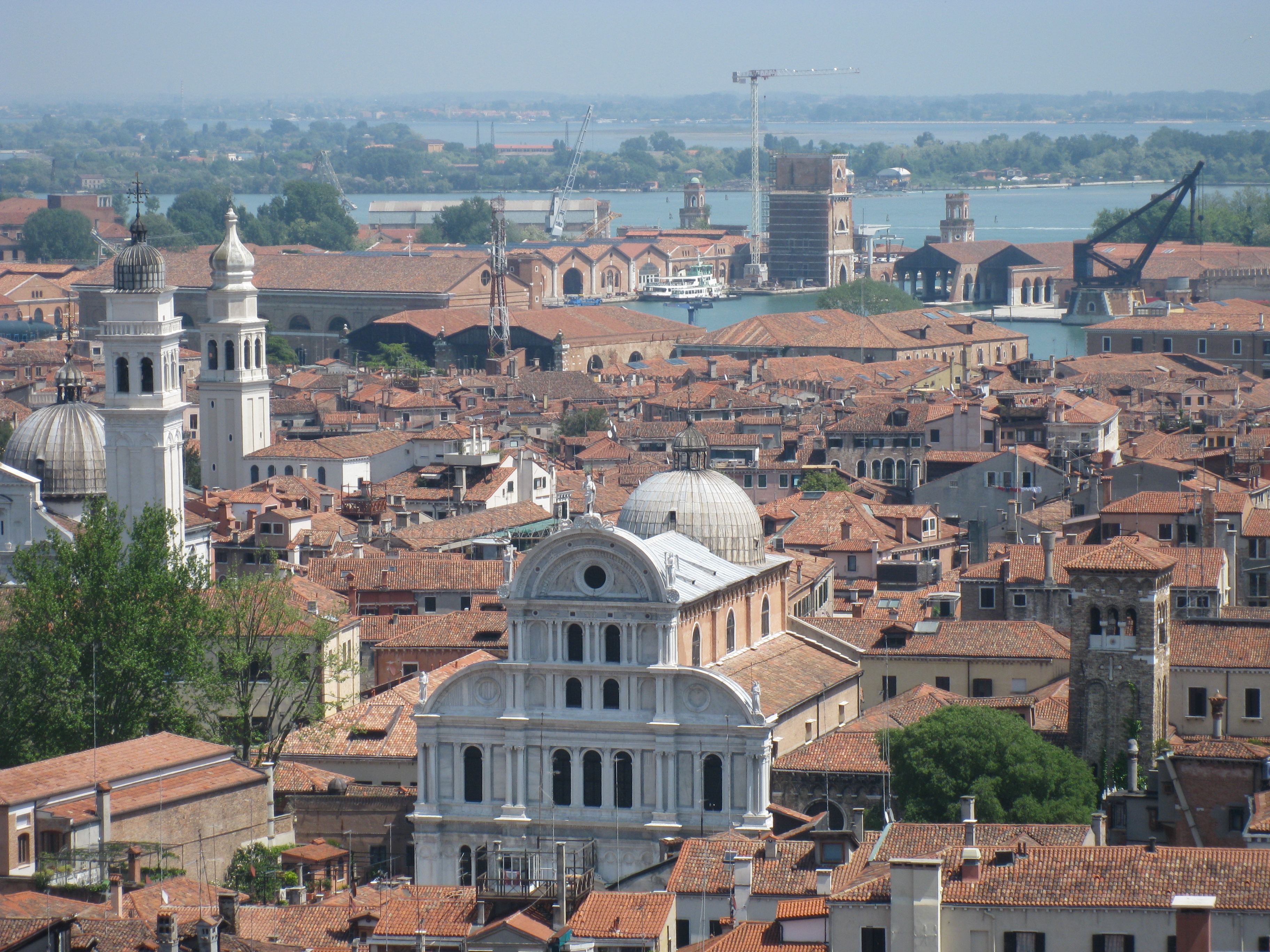
Вид на фасад церкви с высоты (вдали: Арсенал)
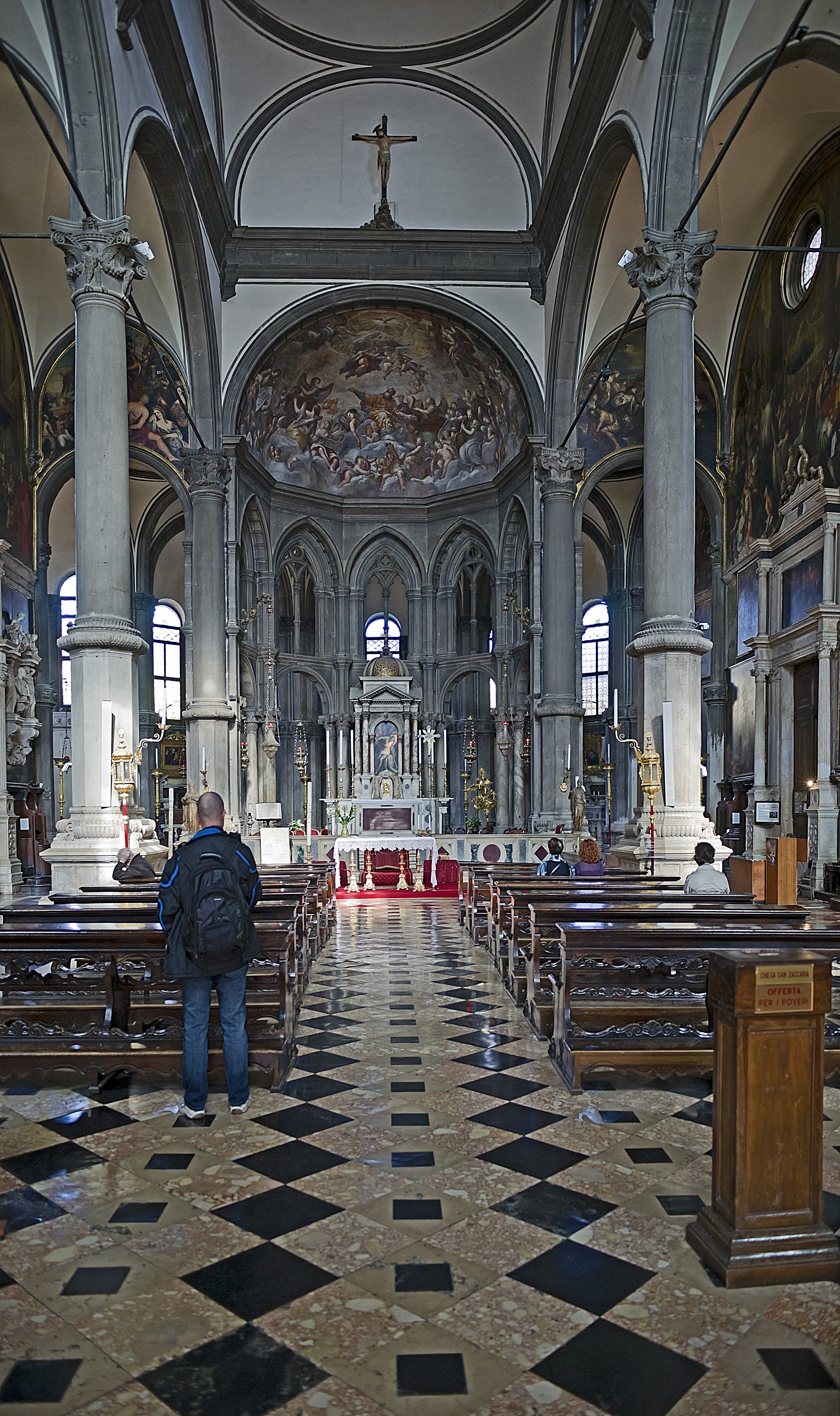
Интерьер церкви
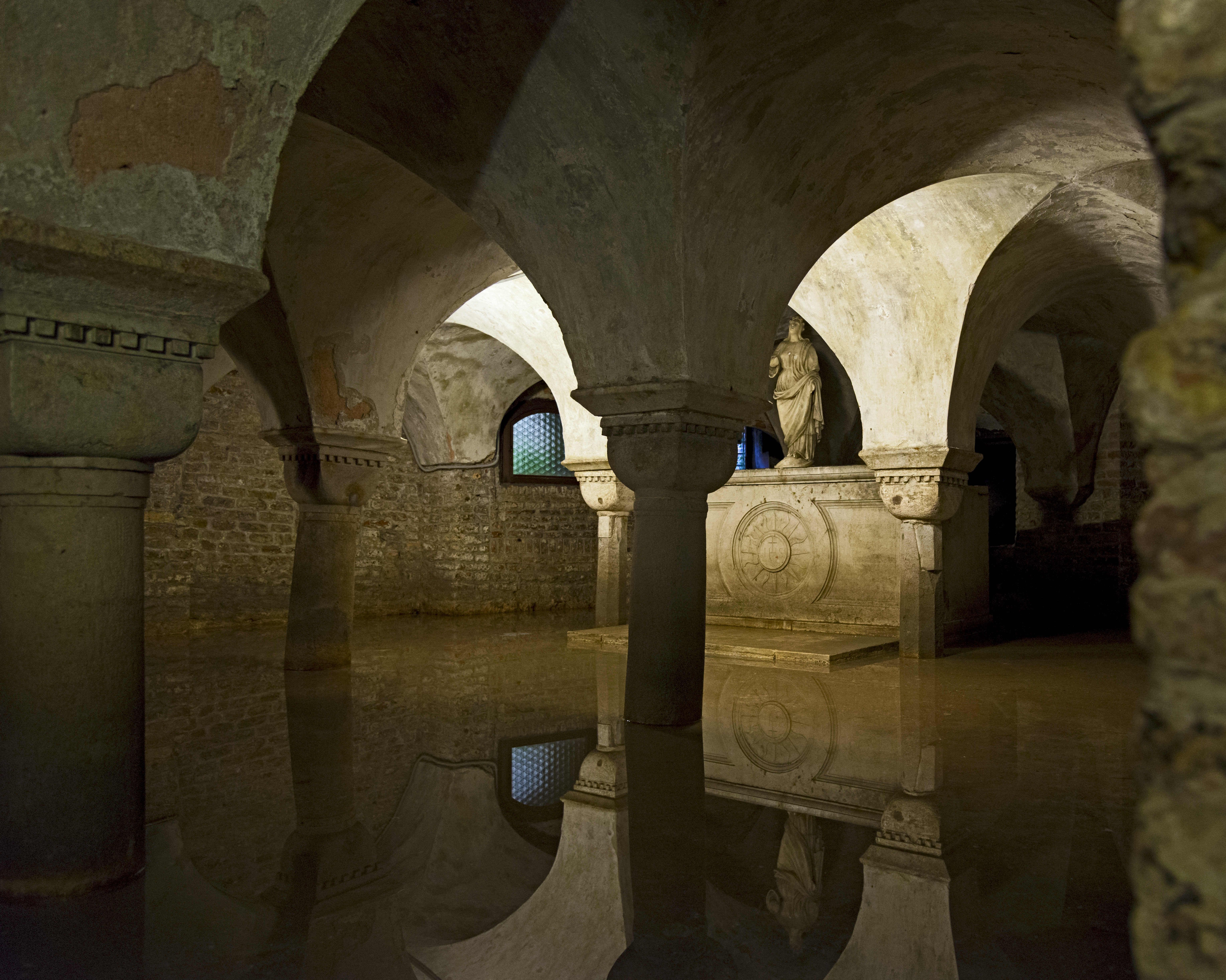
Крипта
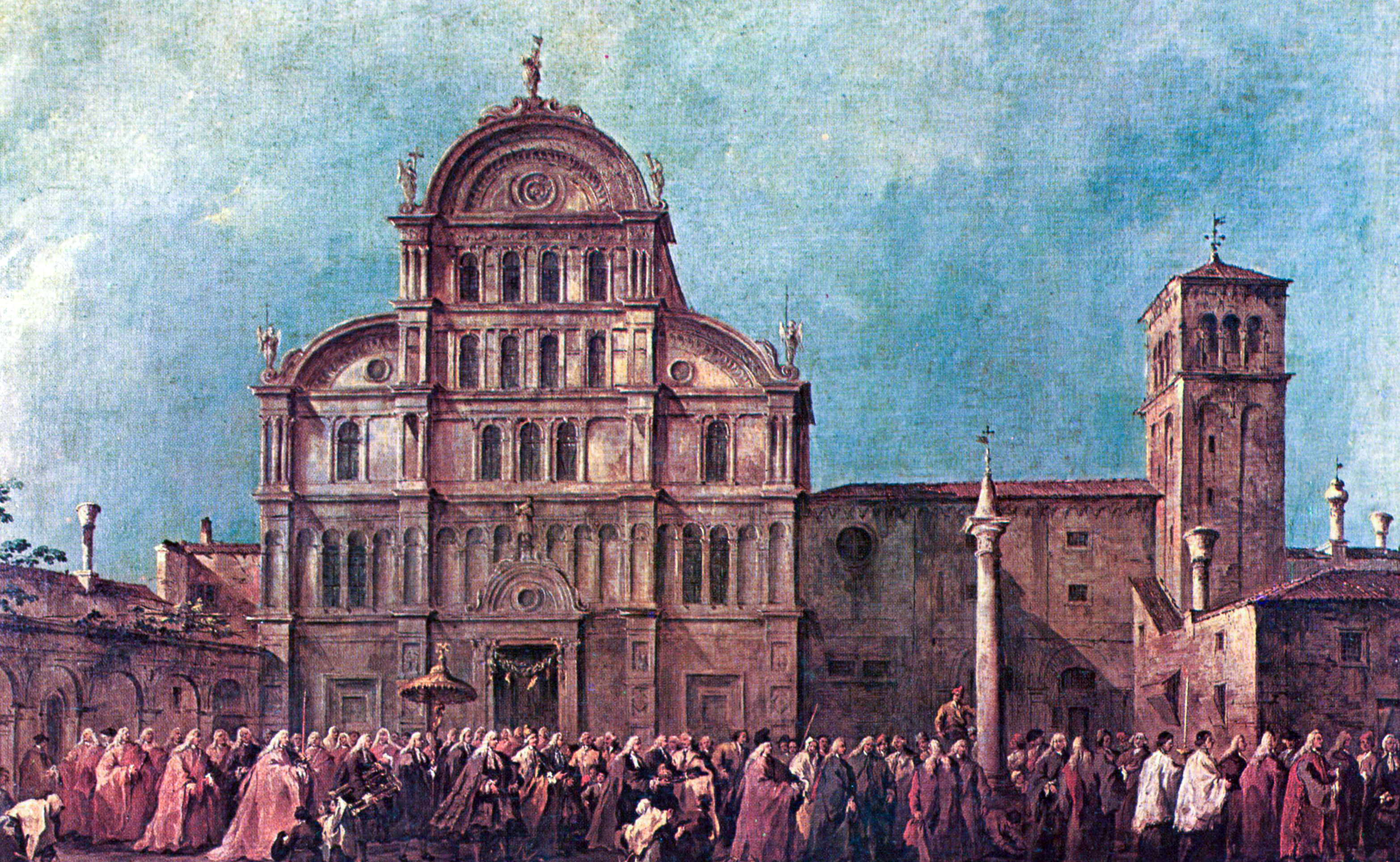
Франческо Гварди. Шествие венецианского дожа в церковь Сан-Заккариа. 1780. Лувр, Париж
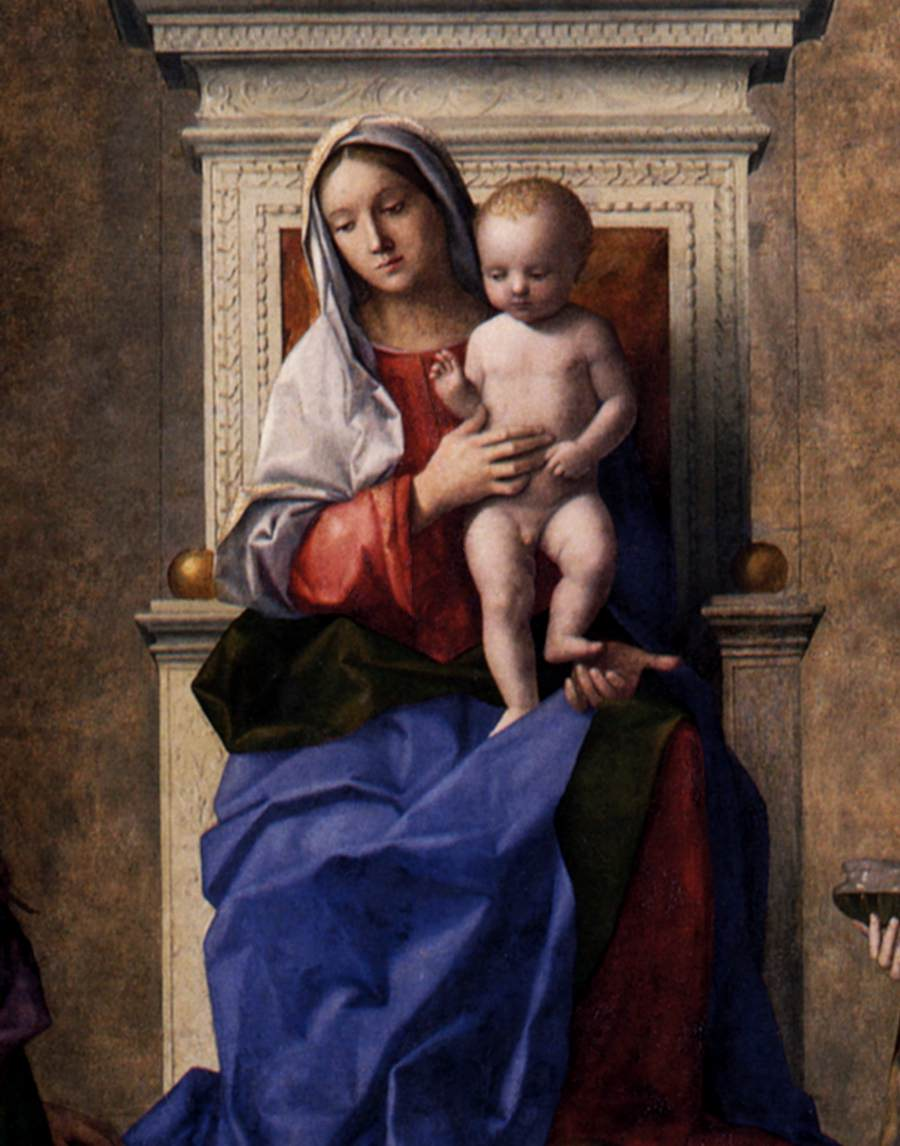
Дж. Беллини. Алтарь Сан-Заккариа. Деталь
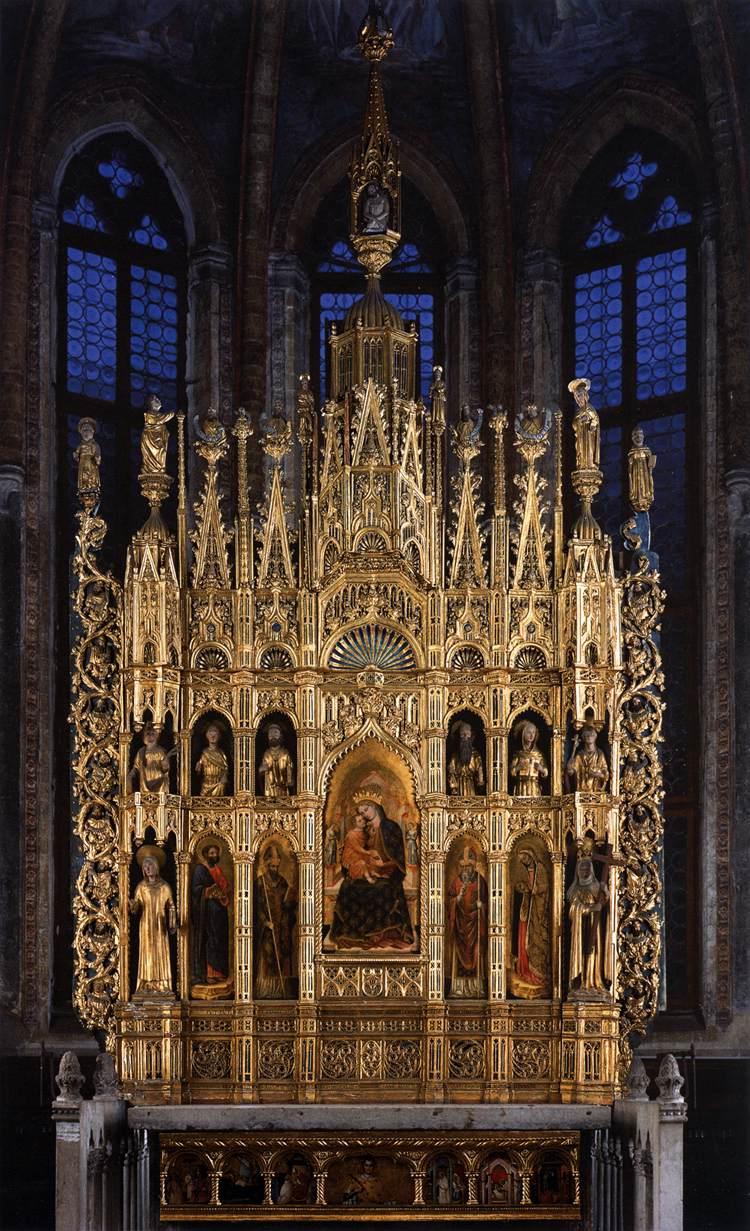
A. Виварини и Дж. Д`Алеманья. Полиптих Сан-Заккариа. 1443—1444
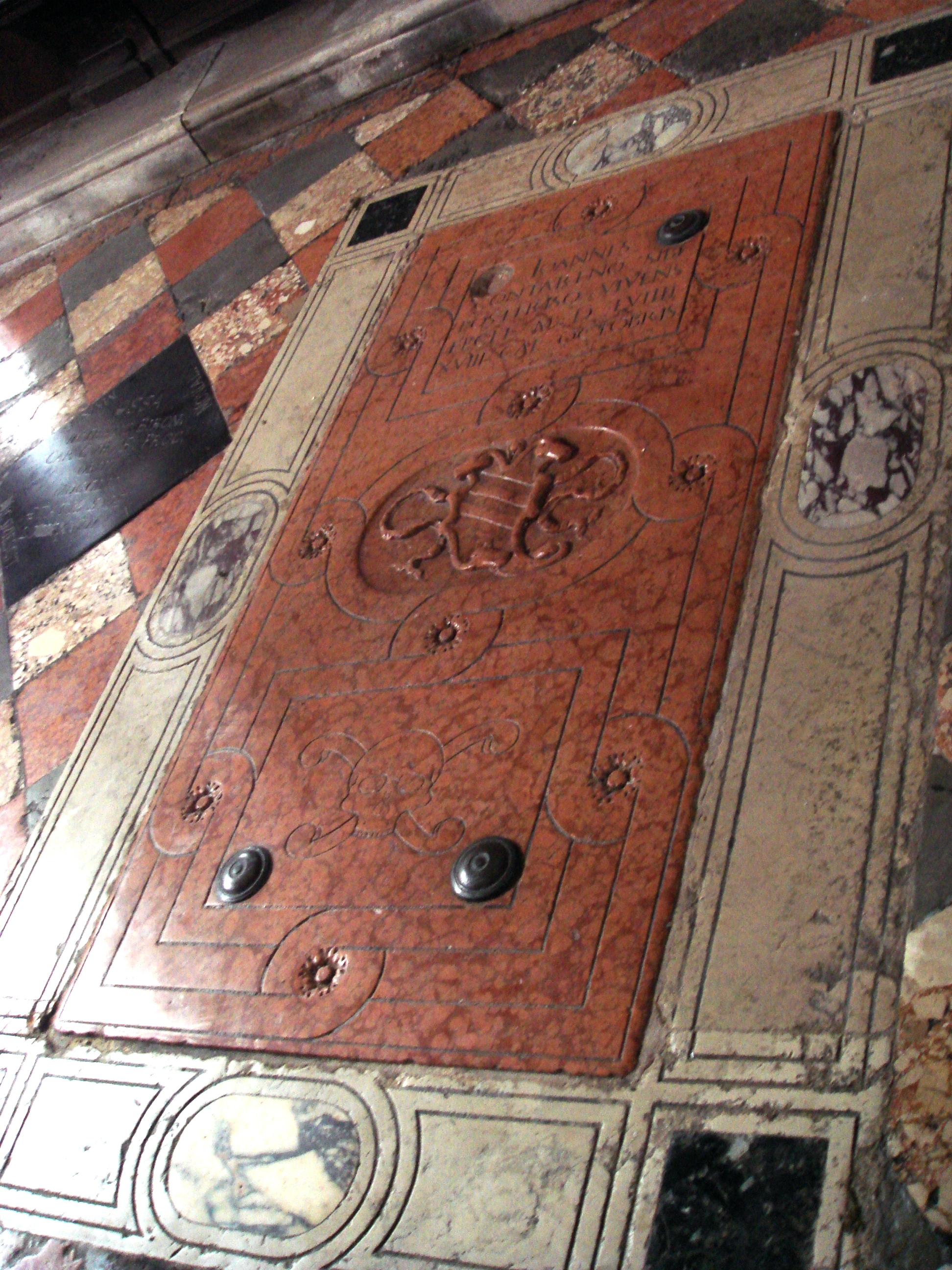
Надгробная плита венецианского художника Джованни Контарини

## Обнаружение и передача мощей
30 января 2009 года в оссуарии церкви были найдены мощи святых Григориоса, Теодороса и Леона, пропавшие в XIV веке.
Трое почитаемых были солдатами римского императора Константина II (337—340), но потом они покинули войско и переселились на остров Кефалинию в Ионическом море, где стали отшельниками. Там, на возвышенности, они основали монастырь. По преданию, после смерти святых их чудодейственные мощи были найдены в пещере около монастыря. Однако, когда греческими островами завладела Венецианская республика и захватчики начали увозить все ценности к себе на родину, мощи попали в Венецию.
Церковь Сан-Заккариа приняла решение передать найденные мощи Элладской православной церкви в Грецию. С 1 февраля мощи временно пребывали в церкви Святого Георгия в южном афинском пригороде Вулиагмени, а затем были окончательно доставлены в пункт назначения — остров Кефалинию.